# Bliskowice
Bliskowice – wieś w Polsce położona w województwie lubelskim, w powiecie kraśnickim, w gminie Annopol.
Wieś szlachecka  położona była w drugiej połowie XVI wieku w powiecie urzędowskim województwa lubelskiego. W latach 1975–1998 miejscowość administracyjnie należała do ówczesnego województwa tarnobrzeskiego.
Miejscowość położona przy drodze wojewódzkiej nr .
Wieś stanowi sołectwo gminy Annopol.Według Narodowego Spisu Powszechnego (III 2011 r.) wieś liczyła  263 mieszkańców. 